# 90370 Jókaimór
A 90370 Jókaimór (ideiglenes jelöléssel 2003 NY5) a Naprendszer kisbolygóövében található aszteroida. Sárneczky Krisztián és Sipőcz Brigitta fedezték fel 2003. július 7-én.
Nevét Jókai Mór magyar regényíróról kapta. 